# Jean-Armand de Dieskau
Jean-Armand Dieskau, baron de Dieskau, född 1701, död 1767, var en sachsisk militär i fransk tjänst.

## Fransk tjänst
Dieskau blev 1720 adjutant åt Moritz av Sachsen. Han utförde på dennes uppdrag flera hemliga diplomatiska uppdrag i Kurland och i Sankt Petersburg . Under Moritz många segerrika fälttåg deltog han som stabsofficer. 1747 belönades han för sina insatser genom att befordras till generalmajor och bli utnämnd till militärguvernör i Brest. 

## Kanada
När det fransk-indianska kriget bröt ut 1755 sändes han som militärbefälhavare till Kanada. I slaget vid Lake George samma år blev han sårad fyra gånger, besegrad och tillfångatagen. Han fördes först till New York och sen till London. Men han tilläts tillbringa tid i Bath för att vårda sina sår. 

## Pension
Efter fredsslutet 1763 fick han återvända till Frankrike. Han sår gjorde att han var tvungen att ta avsked från armén, men han fick en kunglig pension, trots att han hade blivit hårt kritiserad för sitt nederlag. Såret i underlivet vägrade att läkas vilket slutligen ledde till hans död 1767.